# Stazione di Albenga
Stazione di Albenga vasútállomás Olaszországban, Albenga településen.

## Vasútvonalak
Az állomást az alábbi vasútvonalak érintik:
- Genova–Ventimiglia-vasútvonal

## Kapcsolódó állomások
A vasútállomáshoz az alábbi állomások vannak a legközelebb:
- Stazione di Alassio
- Stazione di Ceriale